# Расстановка приоритетов в портфеле проектов
Расстановка приоритетов (анг. Prioritize Components) — компонент группы процессов выравнивания при управлении портфелем проектов.
Цель — ранжирование компонентов в соответствие со стратегией или финансовыми аспектами (например, инновации, экономия в расходах, рост, техническое обслуживание), периодом инвестирования (краткосрочный, средний, долгосрочный), значением риска и доходности, организационными аспектами (такими как потребитель, поставщик, внутренние характеристики). Данный этап ранжирует компоненты для последующего утверждения и балансировки портфеля.
Расстановка приоритетов даёт возможность объективно сравнить каждый компонент со всеми другими выбранными компонентами, используя критерия, определённые организацией (рис. 1). Данный процесс формирует информацию, которая будет использована организацией для принятия решения, какие из компонентов могут быть обеспечены финансовыми, человеческими и технологическими ресурсами организации, а также способность организации приспосабливаться к изменениям организационной структуры.
Расстановка приоритетов компонентов портфеля является предпосылкой для балансировки портфеля.
Расстановка приоритетов включает:
• Утверждение классификации компонентов в соответствие с заранее установленными стратегическими аспектами;
• Назначение очков или весов для ранжирования компонентов
• Определение, какой компонент должен получить наивысший приоритет в портфеле.
Расстановка приоритетов: входы
1. Лист отобранных компонентов. Список оцененных компонентов, одобренный для дальнейшего анализа. Компоненты можно сравнивать по категориям или для портфеля в целом.
2. Рекомендации по отбору. Рекомендации формируются после процесса отбора. Рекомендации могут быть для компонента, категории или для портфеля в целом. Данные рекомендации могут включать расстановку приоритетов, сегментацию компонентов и принятие или отказ компоненты.

## Расстановка приоритетов: инструменты и методы
Инструменты и методы предназначены для помощи членам организации в приоритизации компонентов портфеля. Критерии могут быть теми же, что и в скоринговой модели для оценки и выбора компонентов. При расстановке приоритетов компоненты будут сравниваться по отдельности и сгруппированы с целью назначения наивысшего приоритета этой группе для достижения оптимального выравнивания в рамках стратегического плана.
Весовое ранжирование.
Процесс ранжирования компонентов каждой категории, основанный на присвоении важности. Компоненты ранжируются в соответствие с установленными заранее критериями

Подход с одним критерием — обычно попарное сравнение различных проектов друг с другом для ранжирования их иерархически от проекта с наивысшим приоритетом к проекту, который не должен входить в портфель. В примере, представленном на рисунке 2, каждый проект сравнивается друг с другом, затем подсчитываются очки и осуществляется расстановка приоритетов по следующим шагам:
- Если проект А более важен, чем проект Б — 1 балл;
- Если проект Б менее важен, чем проект В — 0 баллов;
- Суммируем очки/баллы по горизонтали для каждого проект;
- Проект с наибольшей суммой очков получает наивысший приоритет.

Многокритериальная модель для весового ранжирования может быть описана следующими шагами:
- Выбираем набор критериев оценки;
- Измеряем каждый проект по каждому критерию;
- Ранжируем проекты по каждому критерию;
- Для каждого проекта суммируем номер ранга и делим эту сумму на число критериев;
- Расставляем приоритеты согласно набранным очкам (проекту с наименьшим количеством очков присваиваем наивысший приоритет).

Скоринговые подходы
Численные методы, которые используются для объединения ранжированных компонентов внутри каждой категории, представлены на рисунке 3.
Экспертная оценка
Экспертная оценка часто используется для оценки затрат, необходимых для определения, как осуществить расстановку приоритетов компонентов.